# Moja matka (film 2015)
Moja matka (wł. Mia madre) – włosko-francuski dramat filmowy z 2015 roku w reżyserii Nanniego Morettiego.

## Fabuła
Główną bohaterką filmu jest reżyserka filmowa Margherita. Kobieta przeżywa właśnie kryzys i musi borykać się naraz z licznymi problemami w życiu zawodowym i rodzinnym: z rozkapryszonym hollywoodzkim gwiazdorem na planie filmowym, dorastającą córką, rozstaniem z wieloletnim partnerem, grającym jednocześnie w jej filmie, a także z postępującą chorobą swojej matki Ady.

## Obsada
- Margherita Buy – Margherita
- John Turturro – Barry Huggins
- Giulia Lazzarini – Ada
- Nanni Moretti – Giovanni
- Beatrice Mancini – Livia
- Stefano Abbati – Federico
- Enrico Ianniello – Vittorio
- Anna Bellato – aktorka
- Toni Laudadio – producent

## Produkcja
Zdjęcia kręcono w Rzymie.

## Premiera i dystrybucja
Światowa premiera filmu mała miejsce 16 kwietnia 2015 roku we Włoszech. Następnie film został zaprezentowany 16 maja 2015 roku w konkursie głównym podczas 68. MFF w Cannes. Na festiwalu tym otrzymał Nagrodę Jury Ekumenicznego.
Polska premiera filmu miała miejsce 1 sierpnia 2015 roku w ramach 15. MFF Nowe Horyzonty we Wrocławiu. Do ogólnopolskiej dystrybucji kinowej film trafił 13 listopada 2015 roku.

## Nagrody i nominacje
68. MFF w Cannes
- nagroda: Nagroda Jury Ekumenicznego − Nanni Moretti
- nominacja: udział w konkursie głównym o nagrodę Złotej Palmy − Nanni Moretti

60. ceremonia wręczenia nagród David di Donatello
- nagroda: najlepsza aktorka − Margherita Buy
- nagroda: najlepsza aktorka drugoplanowa − Giulia Lazzarini
- nominacja: najlepszy film − Nanni Moretti
- nominacja: najlepszy reżyser − Nanni Moretti
- nominacja: najlepszy scenariusz − Nanni Moretti, Francesco Piccolo i Valia Santella
- nominacja: najlepsza produkcja − Nanni Moretti, Domenico Procacci, Sacher Film, Fandango i Rai Cinema
- nominacja: najlepszy aktor drugoplanowy − Nanni Moretti
- nominacja: najlepsza charakteryzacja − Enrico Iacoponi
- nominacja: najlepszy montaż − Clelio Benevento
- nominacja: najlepszy dźwięk − Alessandro Zanon

28. ceremonia wręczenia Europejskich Nagród Filmowych
- nominacja: Najlepszy Europejski Reżyser − Nanni Moretti
- nominacja: Najlepsza Europejska Aktorka − Margherita Buy

41. ceremonia wręczenia Cezarów
- nominacja: najlepszy film zagraniczny (Włochy) – Nanni Moretti